# Curiosity (chanson)
Singles de Carly Rae Jepsen
Call Me Maybe
(2011) Good Time
(2012)
Curiosity est une chanson de musique dance de l'artiste canadienne Carly Rae Jepsen sortie le 1 mai 2012 sous le label 604 Records. Extrait de l'EP Curiosity, la chanson est écrite par Carly Rae Jepsen et Ryan Stewart. La chanson est produit par Ryan Stewart.

## Liste des pistes
- Téléchargement digital

1. Curiosity – 3:26

## Classements et certifications

### Classement hebdomadaire
| Classement (2012)         | Meilleure position |
| ------------------------- | ------------------ |
| Canada (Hot 100)          | 18                 |
| Corée du Sud (Gaon Chart) | 49                 |

### Certifications
| Pays                  | Certification | Ventes |
| --------------------- | ------------- | ------ |
| Canada (Music Canada) | Or            | 40 000 |

## Historique de sortie
| Pays   | Date         | Format                 | Label |
| ------ | ------------ | ---------------------- | ----- |
| Canada | 1er mai 2012 | Téléchargement digital | 604   |